# Black's Game
Pour plus de détails, voir Fiche technique et Distribution.
Black's game (Svartur á leik, littéralement « Noir en jeu ») est un thriller islandais écrit et réalisé par Óskar Thór Axelsson, sorti en 2012. Il s'agit de l'adaptation du roman Noir Karma (Svartur á leik) de Stefán Máni (éd. Mál og menning, 2004).

## Synopsis
Stebbi (Þorvaldur Davíð Kristjánsson) est un étudiant qui, après d'une soirée alcoolisée dans une discothèque de Reykjavík, se réveille le lendemain dans une cellule d'un poste de police. Accusé d’agression à main armée et convoqué à comparaître pour ces faits devant un tribunal, il reconnaît en sortant du commissariat un ami d'enfance, Tóti (Jóhannes Haukur Jóhannesson). Après avoir échangé quelques souvenirs d'enfance, Tóti, impliqué dans la pègre locale, lui assure qu'en échange d'un petit service il lui fera bénéficier de l'aide de son talentueux avocat pour son procès. Stebbi finit par le rappeler quelques jours plus tard pour accepter cet échange de bons procédés.
Par la suite, très satisfait du travail effectué par Stebbi, Tóti lui propose de rejoindre son petit groupe de trafiquants de drogue où il découvre alors avec émerveillement un standard de vie dont il était auparavant bien éloigné. Avec le retour, en Islande, de l'autoritaire Brúnó (Damon Younger), la bande développe plus tard un trafic de drogue international d'une ampleur inédite dans le pays. Stebbi qui se pensait au sommet du succès, glisse alors lentement vers sa propre déchéance et découvre avec amertume la brutalité, la fourberie et les risques inhérents à ce milieu.

## Fiche technique
Sauf indication contraire, les informations mentionnées dans cette section peuvent être confirmées par la base de données cinématographiques IMDb,  présente dans la section « Liens externes ».
- Titre original : Svartur á leik
- Titre international et français : Black's game
- Réalisation et scénario : Óskar Thór Axelsson, d'après le roman Noir Karma (Svartur á leik) de Stefán Máni[1]
- Musique : Frank Hall
- Direction artistique : Júlía Katrínardóttir
- Décors : Haukur Karlsson
- Costumes : Margrét Einarsdóttir
- Photographie : Bergsteinn Björgúlfsson
- Montage : Kristján Loðmfjörð
- Production : Arnar Knutsson, Skuli Fr. Malmquist et Thor Sigurjonsson

Production déléguée : Chris Briggs, Heidar Mar Gudjonsson, Andri Sveinsson et Nicolas Winding Refn
- Sociétés de production : Filmus Productions et Zik Zak Filmworks
- Budget : 150 000 000 de krónur[2]
- Société de distribution : Sena
- Pays d'origine :  Islande
- Langue originale : islandais
- Format : couleur
- Genre : thriller et film de gangsters
- Durée : 104 minutes
- Dates de sortie :
  - Pays-Bas : 1er février 2012 (Festival international du film de Rotterdam)
  - Islande : 2 mars 2012
  - France : 19 novembre 2018 (vidéo à la demande)

## Distribution
- Þorvaldur Davíð Kristjánsson : Stebbi
- Jóhannes Haukur Jóhannesson : Tóti
- Damon Younger : Brúnó
- María Birta : Dagný
- Vignir Rafn Valþórsson : Robbi rotta
- Egill Einarsson : Sævar K
- Björn Jörundur Friðbjörnsson : Óskar tattoo
- Ísak Hinriksson : Nóri litli
- Andri Már Birgisson : Rósi
- Þór Jóhannesson : Eddi Krueger
- Rúnar Freyr Gíslason : Árni Jónsson RLR
- Hilmar Jónsson : Konráð Geirsson RLR
- Þröstur Leó Gunnarsson : Jói Faraó
- Steinn Ármann Magnússon : Einar Skakki
- Sveinn Geirsson : Viktor lögfræðingur